# Сухото езеро (Генерал Тошево)
Вижте пояснителната страница за други значения на Сухото езеро.
Сухото езеро е голямо безотточно карстово понижение в Добруджа, в близост до град Генерал Тошево. Площта му е 600 ха.
Образувано е в сарматските варовици на Добруджанското плато. Наводнява се от края на есента до началото на пролетта. Водата се губи в закрити понори. През лятото пресъхва. Земите се обработват. Единствените водни площи, които не пресъхват са между Генерал Тошево и с. Кардам. Това са Сняговското езеро с площ 15 дка, Пастирското езеро и Каръдурмушките заблатени езера (блата), най-голямо от които е Голямото Каръдурмушко езеро (Кардамско блато) с площ 31 дка, от останалите 5 по-големи са Източното с площ 17 дка и Западното с площ 14 дка. Общата им максимална залята площ е около 100 дка. По-малките се използват за отстойници.
Пречистените води се заустват в сухо дере – II категория воден обект. Комплексни системи за пречистване, обработка и съхранение на вода.